# Piberegg
Piberegg è una frazione di 364 abitanti del comune austriaco di Bärnbach, nel distretto di Voitsberg, in Stiria. Già comune autonomo, il 1º gennaio 2015 è stato aggregato a Bärnbach.